# UCI (протокол)
Універса́льний ша́ховий інтерфе́йс (англ. Universal Chess Interface) — відкритий комунікаційний протокол, який надає можливість шаховому рушію зв'язатися з інтерфейсом користувача.
Протокол спроекований і випущений Рудольфом Губером і Стефаном Меєром-Кагленом, автором шахового рушія Shredder, в листопаді 2000 р. Він може розглядатися як конкурент для старшого і більш установленого XBoard/WinBoard комунікаційного протоколу. Подібно до останнього, «UCI» можна вільно використовувати без ліцензійних грошових зборів.
«UCI» передає деякі задачі інтерфейсу користувача, які традиційно виконував шаховий рушій. Наприклад, книгу дебютів та бази даних ендшпілю.
Тільки декілька інтерфейсів і рушіїв підтримувало цей протокол, поки Chessbase, компанія шахового програмного забезпечення, не почала підтримувати «UCI» в 2002 р. І до 2007, понад 100 рушіїв стали підтримувати UCI, зокрема Shredder, Rybka, Loop, «HIARCS», «Toga II», «Fruit», Spike [Архівовано 14 березня 2022 у Wayback Machine.] і Glaurung [Архівовано 11 квітня 2006 у Wayback Machine.].